# Alamance
Alamance és una població dels Estats Units a l'estat de Carolina del Nord. Segons el cens del 2008 tenia 357 habitants.

## Demografia
Segons el cens del 2000, Alamance tenia 310 habitants, 148 habitatges i 92 famílies. La densitat de població era de 168,6 habitants per km².
Dels 148 habitatges en un 18,9% hi vivien nens de menys de 18 anys, en un 43,9% hi vivien parelles casades, en un 10,8% dones solteres, i en un 37,8% no eren unitats familiars. En el 35,1% dels habitatges hi vivien persones soles el 20,3% de les quals corresponia a persones de 65 anys o més que vivien soles. El nombre mitjà de persones vivint en cada habitatge era de 2,09 i el nombre mitjà de persones que vivien en cada família era de 2,65.
Per edats la població es repartia de la següent manera: un 17,7% tenia menys de 18 anys, un 6,1% entre 18 i 24, un 30,6% entre 25 i 44, un 20,6% de 45 a 60 i un 24,8% 65 anys o més.
L'edat mediana era de 43 anys. Per cada 100 dones de 18 o més anys hi havia 87,5 homes.
La renda mediana per habitatge era de 34.583 $ i la renda mediana per família de 52.500 $. Els homes tenien una renda mediana de 41.875 $ mentre que les dones 26.786 $. La renda per capita de la població era de 19.989 $. Entorn del 6,7% de les famílies i el 6,4% de la població estaven per davall del llindar de pobresa.

## Poblacions més properes
El següent diagrama mostra les poblacions més properes.